# Dubai Miracle Garden

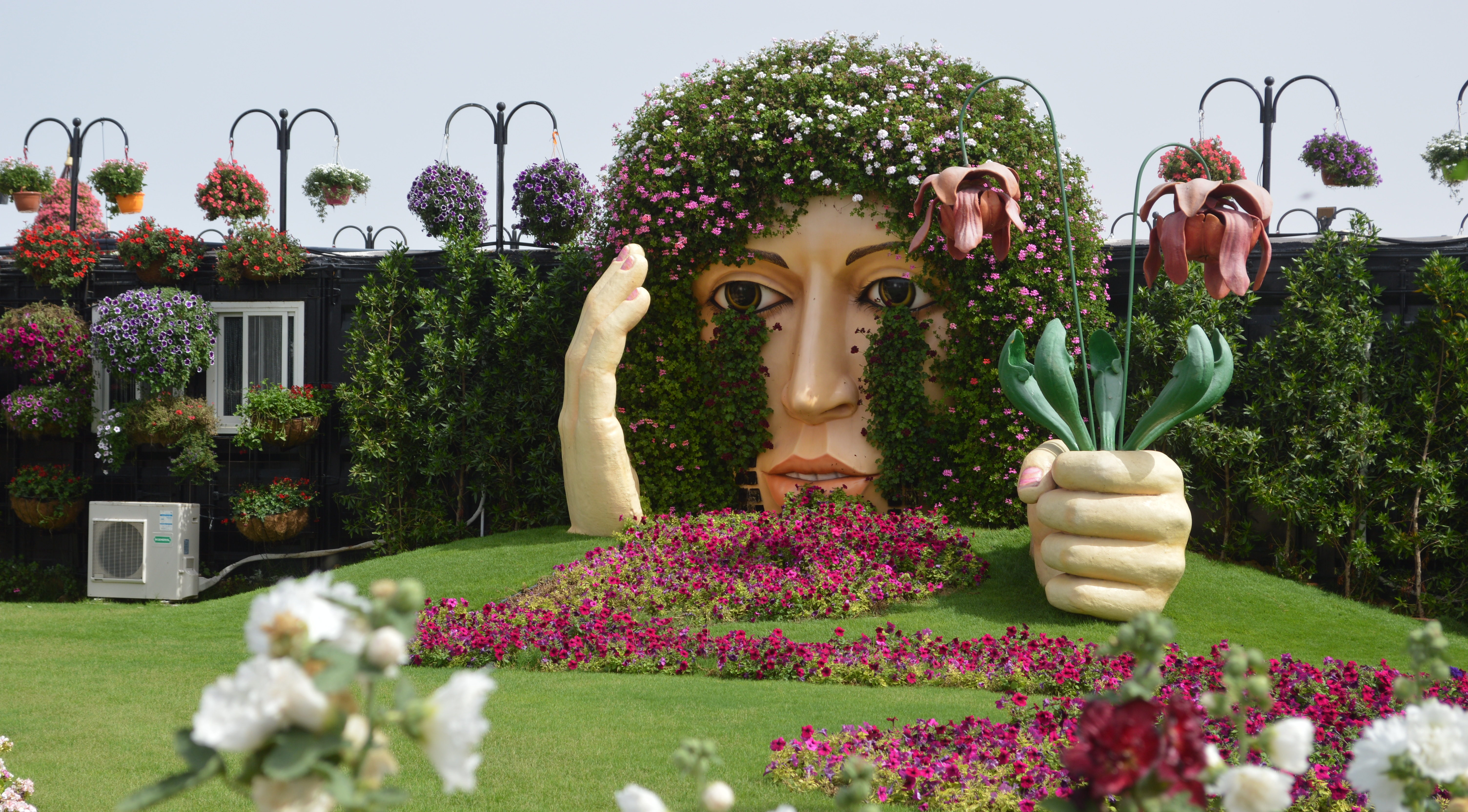
Dubai Miracle Garden

Der Dubai Miracle Garden (arabisch حديقة دبي المعجزة, DMG Ḥadīqat Dubayy al-Muʿǧiza) ist ein von Oktober bis Mai geöffneter kommerzieller parkähnlicher Blumenschaupark im Urban Entertainment Center DubaiLand von Dubai in den Vereinigten  Arabischen Emiraten. Betreiber ist die Cityland Group.
Auf einer Fläche von 72.000 Quadratmetern wird florale Kunst mit 150 Millionen Blumen gezeigt.
Der Park hat insgesamt drei Weltrekorde aufgestellt, die von Guinness World Records anerkannt wurden.
Das größte florale Objekt ist ein Airbus A380, bestehend aus 5 Millionen Blumen, das 2016 als größte Blumeninstallation anerkannt wurde. Ein weiterer 2018 anerkannter Weltrekord ist die höchste florale Skulptur in Form einer Micky Maus mit einer Höhe von 18 Metern. 2019 gab es einen erneuten Weltrekord für die größte Blumeninstallation.
Im Schmetterlingsgarten Dubai Butterfly Garden leben 15.000 Schmetterlinge in neun Kuppeln auf einer Fläche von über 4500 Quadratmetern.